# Opostega stiriella
Opostega stiriella là một loài bướm đêm thuộc họ Opostegidae. Nó được Edward Meyrick miêu tả năm 1881. Nó được tìm thấy ở New South Wales, Úc.